# Климена (дъщеря на Миний)
Вижте пояснителната страница за други значения на Климена.
Климена или Периклиме́на (на старогръцки: Κλυμένη, Klymene; на латински: Clymene; Περικλυμένη, Periclymene, или Eteoclymene) в древногръцката митология е дъщеря на цар Миний, основателят на древния град Орхомен в Беотия, и съпругата му Еврианаса (дъщеря на Хиперф).
Климена е съпруга на фокийския цар Филак в Тесалия или на брат му Кефал. Тя е майка на Ификъл и Алкимеда, която става майка на предводителя на аргонавтите Язон. Нейните деца се наричат също Филакидами.
От Ясос от Аркадия, синът на Лйкург, Климена е майка на Аталанта. Според Хезиод тя е майка и на Фаетон, но това съвпада с легендата за океанидата Климена.